# Henriqueta Catarina Inês de Anhalt-Dessau
Henriqueta Catarina Inês de Anhalt-Dessau, também conhecida como Inês (em alemão:  Henrietta Katharina Agnes; Dessau, 5 de junho de 1744 – Dessau, 15 de dezembro de 1799) foi princesa de Anhalt-Dessau por nascimento, e baronesa de Loën pelo seu casamento com João Justo de Loën. Ela também foi canonisa e mais tarde decana da Abadia de Herford.

## Família
Henriqueta Catarina Inês foi a segunda filha e terceira criança nascida do príncipe Leopoldo II de Anhalt-Dessau e da princesa Gisela Inês de Anhalt-Köthen.
Os seus avós paternos eram Leopoldo I de Anhalt-Dessau e Ana Luísa Föhse. Os seus avós maternos eram Leopoldo de Anhalt-Köthen e Frederica Henriqueta de Anhalt-Bernburgo.
Pela linhagem materna, ela era uma descendente do rei Cristiano III da Dinamarca e de sua consorte, Doroteia de Saxe-Lauemburgo, através do filho do casal, João II, Duque de Eslésvico-Holsácia-Sonderburgo-Plön.
Ela teve seis irmãos, entre eles: o duque Leopoldo III de Anhalt-Dessau, marido de Luísa de Brandemburgo-Schwedt, Maria Leopoldina, esposa de Simão Augusto, Conde de Lipa-Detmold, Casimira, que se casou com o viúvo da irmã, Maria Leopoldina, etc.

## Biografia
Quando tinha apenas seis meses de idade, Inês foi nomeada canonisa da Abadia de Herford, que seguia a religião luterana, e fazia parte da jurisdição da Marca de Brandemburgo. Essa nomeação lhe daria uma renda vitalícia.
Ela desenvolveu um relacionamento próximo com as suas irmãs, Maria Leopoldina e Casimira. Ela seguiu as duas até Detmold, onde se casaram. Como a irmã mais velha, Inês assumiu as obrigações de representação na corte de Dessau, até o casamento do irmão mais velho, Leopoldo III. Depois, ela retornou à Detmold. Após a morte de ambas as irmãs, ela se mudou para a Abadia de Herford, em 1769, onde se tornou a decana.
Em 26 de outubro de 1779, Inês se casou com o barão João Justo, Senhor de Cappeln e Tecklemburgo, na Casa Bosfeld, na cidade de Rheda-Wiedenbrück. Ela tinha 35, e ele tinha 41 ou 42 anos. O barão era filho João Miguel de Loën e de Catarina Sibila Lindheimer. A mãe dele era prima de primeiro grau de Catharina Elisabeth Goethe, mãe do escritor Johann Wolfgang von Goethe.
A partir de 1795, Inês e João Justo viviam em Dessau, e tinham um grande interesse na vida social da cidade. Eles tinham contato próximo com os parentes Goethe do barão. Após uma visita, a baronesa escreveu em 1796:
"Em Dessau, a memória de tempos antigos nos encantou: a família Loën se mostrou ser confortável e confiável, e nós nos lembrávamos de nossos primeiros dias e horas juntos em Frankfurt."
O filho do casal, Frederico, se tornou o Marechal da Corte Principesca de Dessau, e a filha, Inês, casou-se com o conde Ernesto Henrique Leopoldo de Seherr-Thoss, e os dois foram os ancestrais da rainha Geraldina da Albânia, consorte de Zog I da Albânia.
Henriqueta Catarina Inês faleceu em 15 de dezembro de 1799, aos 55 anos, e foi enterrada na Igreja da vila (Dorfkirch) de Riesigk, no atual estado da Saxônia-Anhalt. Seu viúvo morreu alguns anos depois, em 1803, e foi enterrado no mesmo local.

## Descendência
- Inês (17 de dezembro de 1783 – 17 de outubro de 1832), foi esposa de Ernesto Henrique Leopoldo, Conde de Seherr-Thoss, com quem teve três filhos;
- João Frederico (25 de abril de 1787 – 14 de agosto de 1868), marechal da corte de Dessau. Foi marido de Albertina de Hedemann, com quem teve um filho.